# Demydiwka (rejon żmeryński)
Demydiwka (ukr. Демидівка, pol. hist. Demidówka) – wieś na Ukrainie, w obwodzie winnickim, w rejonie żmeryńskim.